# Santa Fe (Cebú)
Santa Fe es un municipio filipino perteneciente a la provincia de Cebú, en las Bisayas Centrales.

## Geografía
Se encuentra en la isla de Bantayan.

## Historia
Hacia comienzos del siglo XX, el lugar, ya por entonces perteneciente a la provincia de Cebú, tenía contabilizada una población de 3955 habitantes. En 2020, el municipio de Santa Fe tenía censados 34 471 habitantes.